# Nikolay Storonsky
Nikolay Storonsky (Mosca, 21 luglio 1984) è un imprenditore britannico di origini russe, cofondatore di Revolut.

## Biografia
Figlio di Nikolay Mironovich Storonsky, manager di Gazprom di origini ucraine.
Nel 2004 si trasferisce nel Regno Unito e ne diventa cittadino.
Nel 2007 ha conseguito un master in fisica presso l'Istituto di fisica e tecnologia di Mosca, durante questo periodo è stato campione di stato nel nuoto, successivamente consegue un master in economia presso la New Economic School di Mosca.
Nel 2022 condanna l'invasione russa dell'Ucraina e rinuncia alla cittadinanza russa. Nello stesso anno Forbes lo inserisce nella lista degli uomini più ricchi del mondo con un patrimonio di 7,1 miliardi di dollari.

## Carriera
Dal 2006 lavora come trader per Lehman Brothers. Dal gennaio 2008 a giugno 2013 continua la stessa attività in Credit Suisse.
Lasciato il settore bancario fonda Revolut, che poi incorporerà nel gennaio 2015, una società fintech che offre servizi bancari. 
Nel 2021 Revolut chiude un round di investimento da 800 milioni di dollari e con una valutazione da 33 miliardi diventa la più importante startup fintech britannica di sempre.